# Yuri Mamute
Yuri Souza Almeida, meglio noto come Yuri Mamute (Porto Alegre, 7 maggio 1995), è un calciatore brasiliano, attaccante del Ðà Nẵng.

## Caratteristiche tecniche
È una prima punta che può giocare anche come ala.

## Carriera

### Nazionale
Nel 2015 è stato convocato dalla nazionale Under-20 brasiliana per disputare il campionato sudamericano Under-20.